# Ugni myricoides
Ugni myricoides är en myrtenväxtart som först beskrevs av Carl Sigismund Kunth, och fick sitt nu gällande namn av Otto Karl Berg. Ugni myricoides ingår i släktet Ugni och familjen myrtenväxter. Inga underarter finns listade i Catalogue of Life.

## Bildgalleri

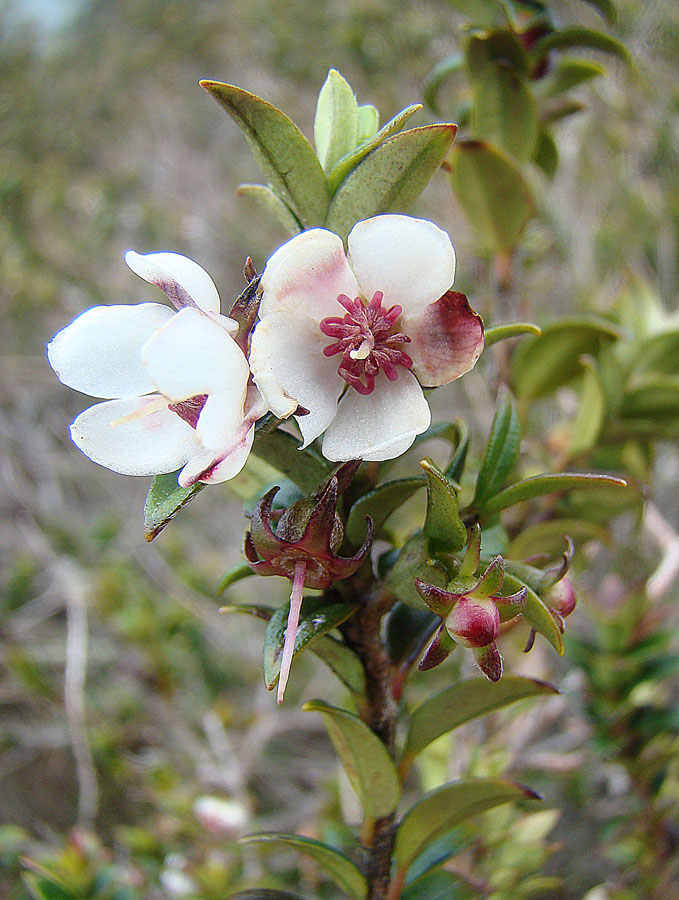
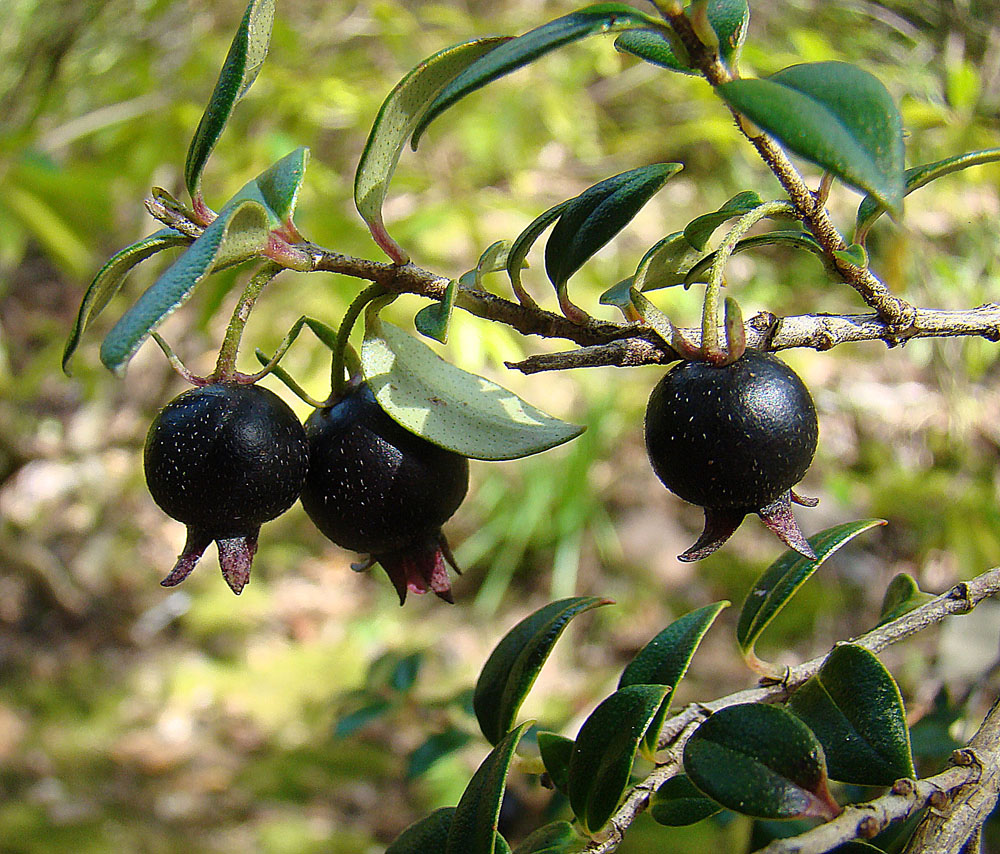